# Lampropsephus cyaneus
Lampropsephus cyaneus – gatunek chrząszcza z rodziny sprężykowatych, umieszczony w rodzaju monotypowym.
Owad osiąga długość 14,0-16,5 mm.
Owad jest koloru czarnego z metaliczną niebieską lub fioletową poświatą. Porasta umiarkowanie długim, choć drobnym, sterczącym, czarnym.
Czoło jest łódkowate, o długości większej od szerokości, wypukłe. Ma ono wydatny, zaokrąglony przedni brzeg oraz szorstką i gęstą punktuację. Czułki są ząbkowane, liczą 11 segmentów. Ich podstawa jest węższa od oka. 2. segment ma kształt kulisty, kolejny zaś jest trójkątny. 4. jest dłuższy od poprzednika. Ostatni z segmentów ma kształt eliptyczny. Górna warga kształtu przywodzącego na myśl niedoskonały okrąg porasta setami. Żuwaczki są szerokie, ich krótkie sety tworzą pośrodkowo penicillius.
Pokrywy tego owada określa się jako silnie wypukłe i zwężopne w połowie dystalnej.
Ostrogi na goleniach wykazują nieznaczną tylko długość. Występują 2-3 tarsomery lamelarne. Scutellum (tarczka) jest wydłużone, jego tylny brzeg jest zaokrąglony, na przednim zaś widnieje karbowanie.
Owada tego spotka można w Tonkinie (w Wietnamie).